# Артиллерия резерва Верховного Главнокомандования

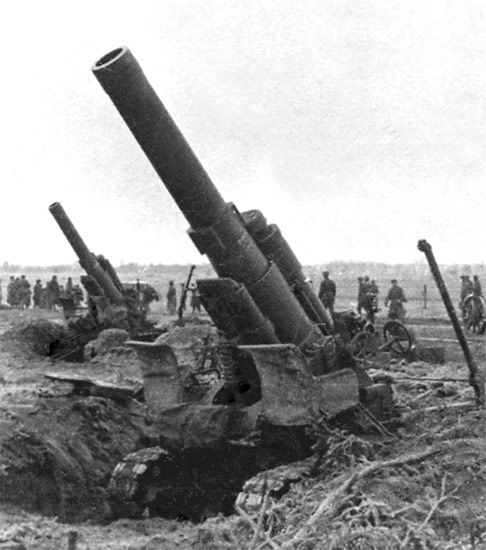
Лето 1944 года. 3-й Белорусский фронт. Батарея 280-мм мортир Бр-5 ведёт огонь.

Артиллерия резерва Верховного Главнокомандования (АРВГК) (до 8 августа 1941 года — Артиллерия резерва Главного командования (АРГК)) — стратегическое объединение артиллерии РККА в вооружённых силах СССР, перед и во время Великой Отечественной войны.
Артиллерия РВГК включала в себя артиллерийские и миномётные части и соединения, организационно не входящие в состав общевойсковых соединений и объединений.

## История появления
Вопрос создания в русской армии тяжёлой артиллерии, способной принимать участие в полевом манёвренном бою, остро встал еще в годы Русско-японской войны 1904—1905 годов, но на это не было достаточно средств.
Создание формирований такой артиллерии началось в 1914 году, но окончательно создать артиллерию резерва, получившую название тяжёлой артиллерии особого назначения (ТАОН), в русской армии удалось лишь к началу 1917 года. На момент создания артиллерийский резерв главкомверха ТАОН состоял из шести тяжёлых артиллерийских бригад и был зашифрован названием «48-й корпус». Всего на вооружении ТАОН состояло 338 орудий. В германской армии артиллерия резерва стала формироваться также с 1914 года, во французской с 1917 года, в Красной Армии с 1918 года. Наибольшее развитие и широкое применение Артиллерия РГК Красной Армии получила в годы Великой Отечественной войны. Артиллерия РВГК постоянно совершенствовалась, в конце 1942 года были созданы артиллерийские бригады и дивизии, а весной 1943 года артиллерийские корпуса прорыва.

## Назначение
Артиллерия резерва ВГК предназначалась для количественного и качественного усиления артиллерийских группировок на главных направлениях действий ВС СССР. Маневрируя этой артиллерией, Ставка ВГК в нужный момент сосредоточивала крупные массы (группировки) артиллерии на решающих направлениях, создавая на участках прорыва высокие артиллерийские плотности. Для ведения боевых действий соединения и части Артиллерии резерва ВГК придавались общевойсковым объединениям и соединениям и действовали по их планам.

## Состав

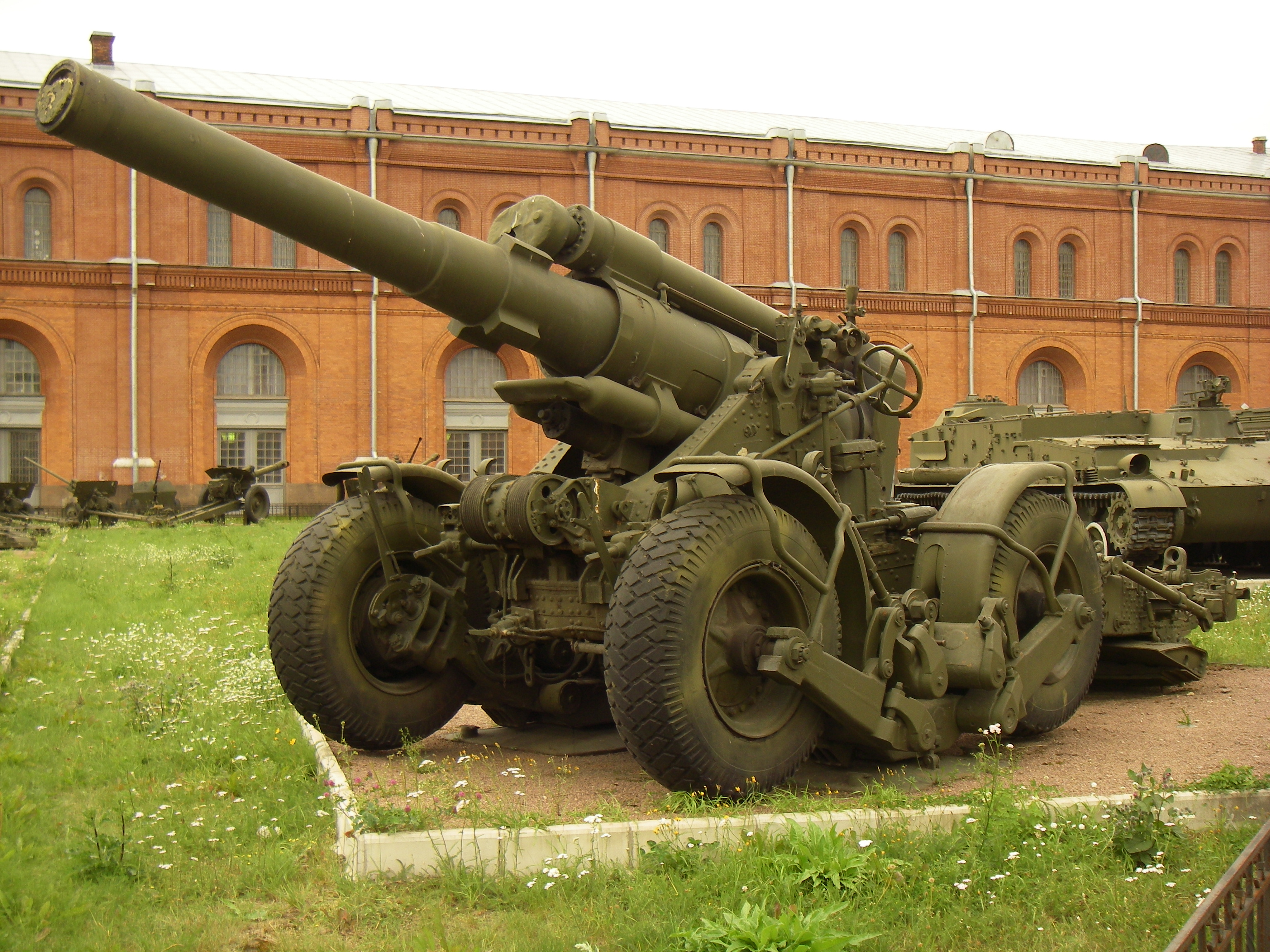
203-мм гаубица Б-4М

К началу Великой Отечественной войны Артиллерия резерва ВГК составляла 8 % всей артиллерии Сухопутных войск СССР и имела в своём составе:
- 14 пушечных и 60 гаубичных артиллерийских полков (в том числе полки большой мощности — 203-мм гаубица Б-4)
- 10 противотанковых артиллерийских бригад
- 15 отдельных артиллерийских дивизионов и 2 отдельные артиллерийские батареи особой мощности[3] (152-мм, 210-мм пушки, 280-мм мортиры, 203-мм и 305-мм гаубицы)
- отдельные миномётные батальоны

В ходе войны в её состав были включены соединения и части зенитной артиллерии, реактивной артиллерии и самоходной артиллерии.
К концу войны численность артиллерии РВГК возросла в 9 раз (около 30 % всей артиллерии Сухопутных войск) и включала:
- 10 артиллерийских корпусов прорыва
- 105 дивизий: 31 артиллерийская дивизия прорыва, 2 тяжелые пушечные артиллерийские, 1 пушечная артиллерийская, 3 артиллерийские, 61 зенитно-артиллерийская, 7 дивизий реактивной артиллерии
- 147 отдельных артиллерийских и миномётных бригад (43 пушечные армейские, 11 реактивной артиллерии, 56 истребительно-противотанковых, 8 миномётных, 29 тяжелых гаубичных, гаубичных и легких)
- 4 отдельных артиллерийских полка большой мощности, 19 отдельных артиллерийских дивизионов и 2 отдельные артиллерийские батареи особой мощности
- 60 отдельных артиллерийских полков (пушечных, тяжелых пушечных и гаубичных)
- 78 отдельных истребительно-противотанковых полков
- 77 отдельных миномётных полков и 11 отдельных горно-вьючных миномётных полков
- 114 полков и 38 отдельных дивизионов реактивной артиллерии
- 195 отдельных зенитных артиллерийских полков[4]

Основу артиллерии резерва ВГК составляли артиллерийские корпуса прорыва, артиллерийские и зенитно-артиллерийские дивизии, а также дивизии гвардейских миномётов.

## Вермахт
Некий аналог артиллерии РВГК имелся и в вермахте. В распоряжении Главного командования имелись отдельные пушечные и тяжелые гаубичные, отдельные смешанные тяжелые, моторизованные тяжелые, моторизованные пушечные, моторизованные зенитные дивизионы и отдельные дивизионы орудий большой мощности. Полевая (войсковая) артиллерия входила только в штаты дивизий, в корпусах и армиях постоянных артиллерийских частей не было, их придавали в зависимости от обстановки на фронте. Но такая раздробленность тяжелой артиллерии затрудняла её массирование на направлениях главного удара и не позволяла успешно управлять ею. Таким образом, артиллерия РГК вермахта не играла той роли, которую приобрела в годы войны советская артиллерия РВГК, основную нагрузку по поддержке войск несла на себе войсковая артиллерия. По опыту войны в 1942 году немцы стали создавать артиллерийские бригады, а в 1943 году попытались создать артиллерийскую дивизию, но в апреле 1944 года её расформировали.